# Cardamomo

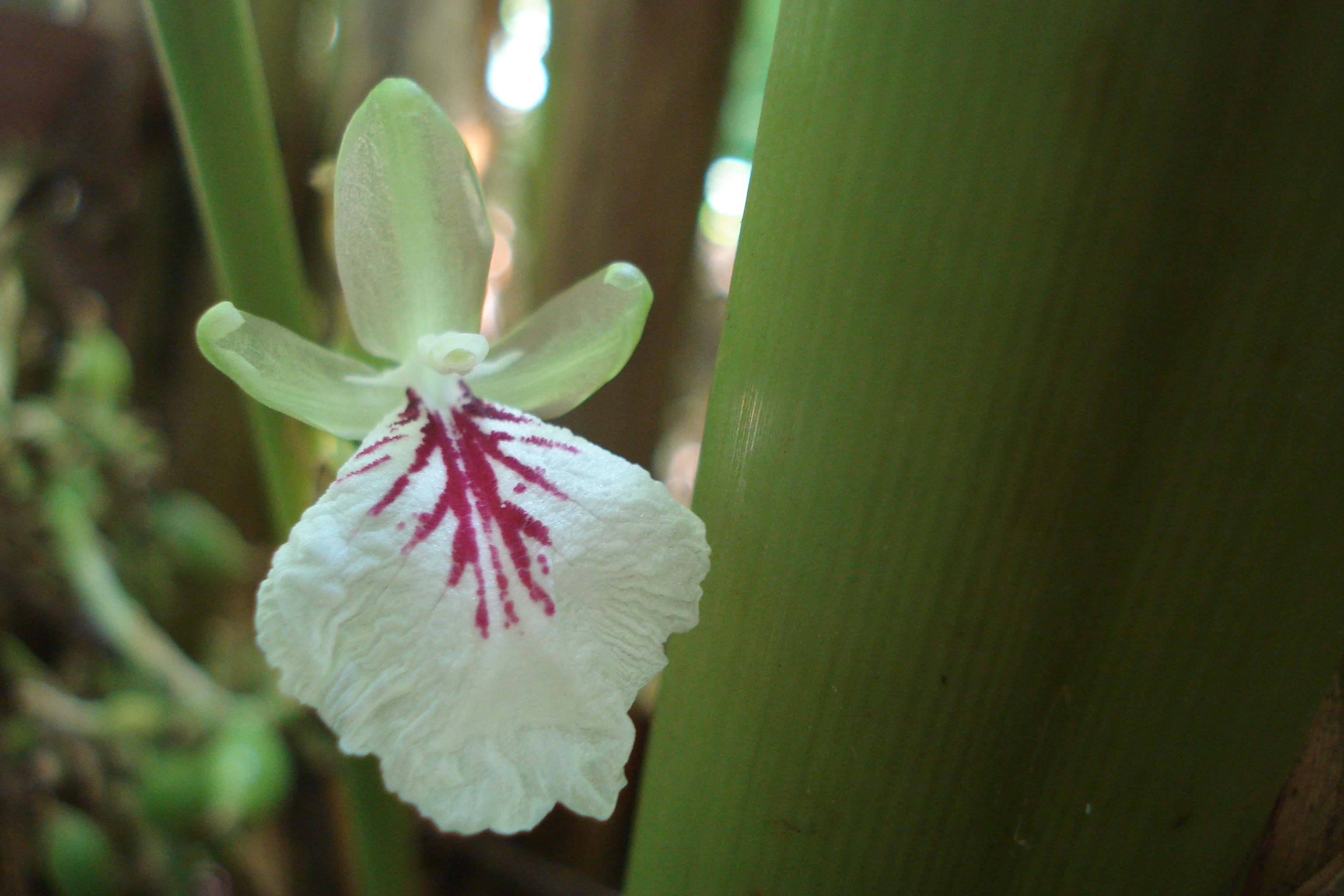
Flor de Elettaria cardamomum.

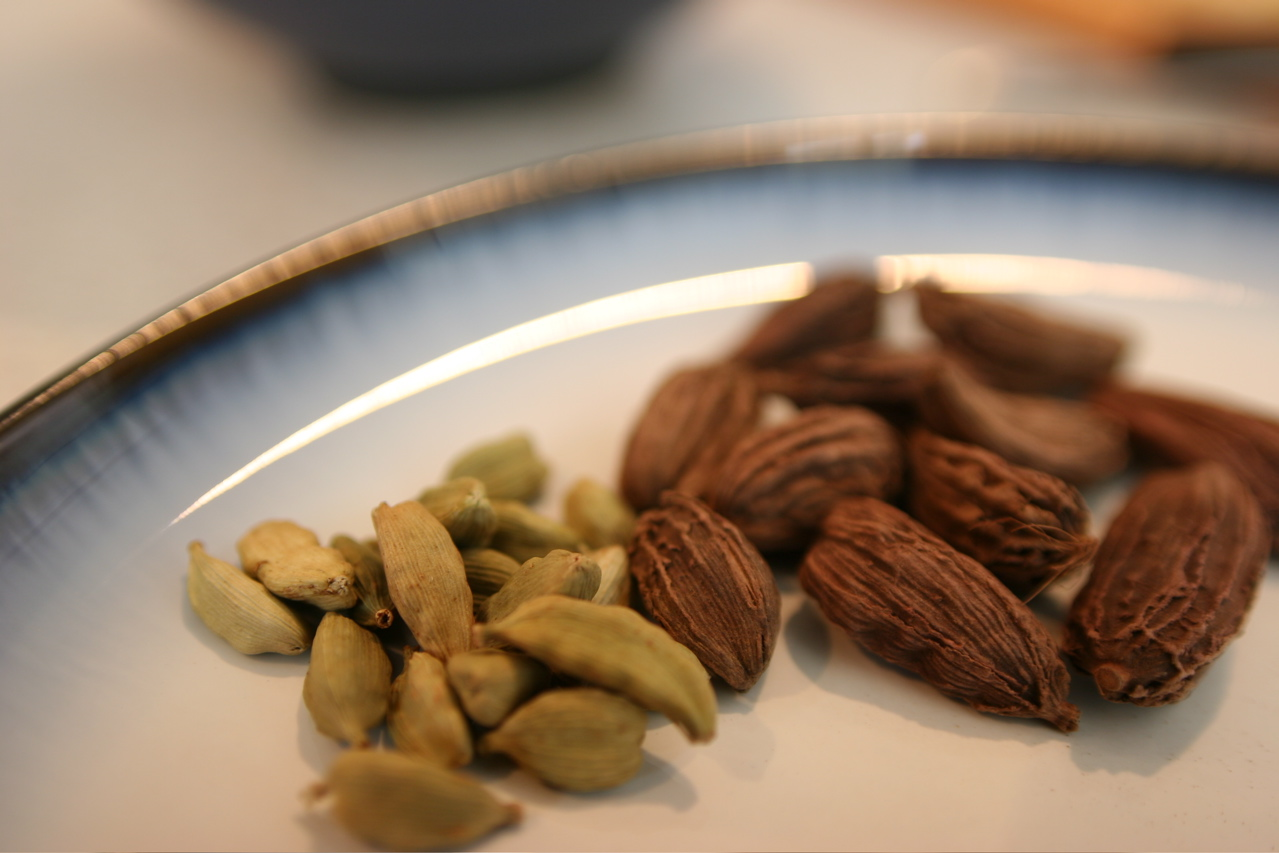
Semillas de cardamomo verde (Elettaria cardamomum) y cardamomo negro (Amomum subulatum).

El vocablo genérico cardamomo se aplica indistintamente a unas cuantas especies aromáticas de hierbas perennes de los géneros Amomum, Aframomum, Elettaria  de la  familia de las Zingiberaceae. Hay dos especies principales de cardamomo: Elettaria cardamomum, el “cardomomo verde” o “cardomomo verdadero” que se extiende desde la India hasta Malasia y Amomum costatum así como Amomum subulatum, el “cardomomo negro” o “cardomomo de Nepal” que se distribuye principalmente en Asia y Australia. 
Además, otra especie, Aframomum corrorima, el “cardamomo de Etiopía” o “falso cardamomo”, crece y es usado como especia en África (Tanzania, Etiopía, Sudán y  Uganda).

## Origen y distribución de las dos principales especies
Es oriunda de las selvas tropicales de India meridional, Ceilán, Malasia y Sumatra, y en la actualidad se cultiva también en Nepal, Tailandia y países de América Central, entre los que destaca Guatemala, que es el mayor productor mundial. Fue cultivada por primera vez hacia el año 700 en la India meridional y se importó a Europa hacia 1200.
Se recolectan sobre todo en las plantaciones comerciales al sur de India y en Ceilán, en octubre y diciembre. En América del Sur y América Central se conoce por lo general con el nombre de granos del paraíso, en México domina el nombre de cardamomo. En Guatemala se cultiva Cardamomo en el área de las Verapaces. Es exportado a países del  Oriente Medio y la India. 33.000 toneladas métricas se exportaron entre 2011 y 2012.

## Usos de las dos especies principales
Solo se utilizan las semillas. Se emplea en la gastronomía de India y en la asiática en la elaboración de currys, arroces, postres, pasteles, panes, bollos, galletas y como aroma para bebidas tales como el té. En los países escandinavos se emplea en bollos y galletas junto con clavo, jengibre, y canela.
En algunos países de Oriente Medio el café y el cardamomo se muelen y tuestan juntos en un mihbaz. En algunas culturas, el moler está ritualizado y acompañado de cantos y bailes. También se usa para el mal aliento después de cada comida.
Otra práctica común en Egipto y otros países del entorno consiste en añadir al café semillas de cardamomo enteras antes de hervirlo. Posteriormente se agrega un poco de agua fría para que decante el café molido y se extraen las semillas de cardamomo. Le confiere al café propiedades cordiales (tónico cardíaco) y carminativas (antiflatulento).
En América Central, específicamente en Guatemala, se utiliza para elaborar una goma de mascar (chicle) con sabor a cardamomo.
En el Estado mexicano de Chiapas se hace un preparado de pox (bebida alcohólica tradicional maya) con cardamomo.
Es un producto que se ha comercializado alrededor del mundo.